# Universidade de Lisboa
A Universidade de Lisboa (ULisboa) MHSE é uma universidade pública portuguesa, com sede na Alameda da Universidade, em Lisboa, detendo vários pólos espalhados pela cidade e concelhos limítrofes. 
A sua história começa no ano de 1290, quando a bula papal reconhece a sua existência sob o nome de Estudo Geral de Lisboa, após Carta de fundação outorgada pelo Rei D. Dinis.
A presente instituição resulta da fusão da antiga Universidade de Lisboa, criada por Decreto de 22 de março de 1911, com a Universidade Técnica de Lisboa, criada por Decreto de 2 de dezembro de 1930, passando também a englobar o Estádio Universitário de Lisboa (até então uma estrutura na dependência direta do Ministério da Educação e Ciência). A fusão foi aprovada pelo Decreto-Lei n.º 266–E/2012, de 31 de dezembro de 2012, tendo sido concretizada com a tomada de posse do Reitor António Cruz Serra, em 25 de julho de 2013.
É a maior universidade portuguesa, em termos do número de alunos e orçamento. Na edição de 2017 do Ranking de Xangai, a instituição ficou classificada no intervalo [151–200], sendo a universidade portuguesa mais bem colocada naquela classificação.
Desde 12 de Outubro de 2021 é Reitor da Universidade de Lisboa o Doutor Luís Manuel dos Anjos Ferreira, proveniente da Faculdade de Medicina Veterinária.
O conjunto constituído pelos edifícios da Reitoria, da Faculdade de Direito e da Faculdade de Letras, incluindo o património móvel integrado, e pela Alameda da Universidade está classificado como Monumento Nacional.

## História

### Antecedentes históricos
Em 12 de novembro de 1288, um grupo de clérigos portugueses solicitava ao Papa Nicolau IV a fundação de um Estudo Geral em Portugal. A primeira universidade portuguesa viria a ser depois estabelecida em Lisboa, em data compreendida entre 1288 e 1290, quando D. Dinis promulga a carta Scientiae thesaurus mirabili (datada de 1 de Março desse ano), conferindo vários privilégios aos estudantes do Estudo Geral de Lisboa. O Papa Nicolau IV reconhece-a pouco depois, em 9 de Agosto de 1290 através da bula “De statu regni Portugaliae”, com as Faculdades de Artes, Direito Canónico (Cânones), Direito Civil (Leis) e Medicina. Ao longo do século XIV, a universidade portuguesa conheceu uma grande instabilidade, tendo por motivos vários sido transferida, várias vezes, de Lisboa para Coimbra e vice-versa. Assim, em 1308 foi transferida para Coimbra. Em 1328 volta para Lisboa, sendo novamente transferida para Coimbra em 1354. Em 1377 regressa a Lisboa. Finalmente, em 1537, instala-se definitivamente em Coimbra. Durante perto de três séculos, a Universidade de Coimbra foi única universidade pública portuguesa (entre 1559 e 1759, quando os Jesuítas detiveram o monopólio do ensino igualmente na Universidade de Évora).

### A refundação das escolas de ensino superior na capital
Foi a partir do final do século XVIII e, sobretudo, ao longo do século XIX que foram refundadas em Lisboa instituições de ensino superior, embora tivesse que passar um século para serem erigidas em universidade. Assim, em 1759 o Marquês de Pombal criava a Aula do Comércio, a mais antiga antecessora do atual Instituto Superior de Economia e Gestão e, em 1781 era criada a Aula Régia do Desenho e da Figura, primeira antecessora direta das Faculdades de Arquitetura e de Belas-Artes.
Já no século XIX foram sucessivamente criadas, ainda sob o signo do vintismo a Régia Escola de Cirurgia (1825), instalada no Hospital de São José (a qual estará na origem da Escola Médico-Cirúrgica de Lisboa, criada em 1836 e finalmente da atual Faculdade de Medicina da Universidade de Lisboa, fundada em 1911), e a Real Escola Veterinária, já durante o governo D. Miguel (1830), que estará na origem, sucessivamente, do Instituto de Agronomia e Veterinária (1886), da Escola Superior de Medicina Veterinária (1911) e do Instituto Superior de Agronomia (1911).
Após o triunfo definitivo do liberalismo, foram criadas, por decretos de Passos Manuel de 1836, para além da já citada Escola Médico-Cirúrgica de Lisboa a Academia de Belas Artes de Lisboa, instalada no Convento de São Francisco da Cidade, donde nascerá, mais tarde, a Escola Superior de Belas Artes de Lisboa e as Faculdade de Belas-Artes da Universidade de Lisboa e de Arquitetura. No ano seguinte, era a vez de nascer a Escola Politécnica, instalada no antigo Colégio dos Nobres, antecessora da atual Faculdade de Ciências. Em 1844, durante o governo de Costa Cabral, a Aula do Comércio dá lugar à Escola de Comércio de Lisboa.
Com o início do Fontismo, são fundados o Instituto Industrial de Lisboa (1852), que estará na base do Instituto Superior Técnico e, por carta de lei de D. Pedro V de 8 de Junho de 1859 era fundado o Curso Superior de Letras. Em 1869, por fusão com do Instituto Industrial de Lisboa com a Escola de Comércio, é criado o novo Instituto Industrial e Comercial de Lisboa, que estará na base do Instituto Superior Técnico e do Instituto Superior de Economia e Gestão.
Em 1906, viria ainda a ser fundada a Escola Colonial, que estaria na origem, sucessivamente, da Escola Superior Colonial (1927), do Instituto Superior de Estudos Ultramarinos (1954) e do Instituto Superior de Ciências Sociais e Política Ultramarina (1962), atual Instituto Superior de Ciências Sociais e Políticas (desde 1975).

### A criação da Universidade "Clássica" de Lisboa (1911)

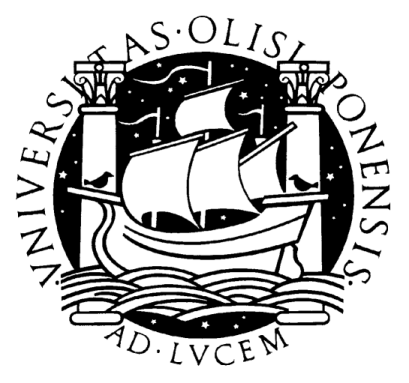
Selo da Universidade "Clássica" de Lisboa

Através do decreto com força de lei de 19 de abril de 1911 foi fixada a orgânica da Universidade de Lisboa.
Através daquele diploma legal foram instituídas as novas faculdades de Medicina e de Farmácia, em substituição da Escola Médico-Cirúrgica. A Faculdade de Ciências ampliou e substituiu a Escola Politécnica de Lisboa preexistente. O Curso Superior de Letras (fundado pelo rei) deu lugar à Faculdade de Letras. Foi também criada a Faculdade de Ciências Económicas e Políticas de Lisboa, que, em 1913, seria transformada em Faculdade de Estudos Sociais e de Direito e, finalmente, em 1918, convertida na atual Faculdade de Direito, cujo primeiro diretor foi Afonso Costa, proeminente figura da Primeira República cuja posição na Universidade de Lisboa veio contrabalançar o facto de, até então, a esmagadora maioria dos governantes do país serem provenientes da Faculdade de Direito de Coimbra.
A estas faculdades se viriam a juntar, já no final do século XX, nas décadas de 1980 e 1990, a Faculdade de Psicologia e Ciências da Educação (com raízes na Faculdade de Letras), a Faculdade de Medicina Dentária (com a integração, em 1991, da Escola Superior de Medicina Dentária de Lisboa, criada em 1975) e a Faculdade de Belas-Artes (com a integração, em 1991, da Escola Superior de Belas-Artes de Lisboa).
A 23 de Novembro de 2011 foi feita Membro-Honorário da Antiga, Nobilíssima e Esclarecida Ordem Militar de Sant'Iago da Espada, do Mérito Científico, Literário e Artístico.

### A criação da Universidade Técnica de Lisboa (1930)

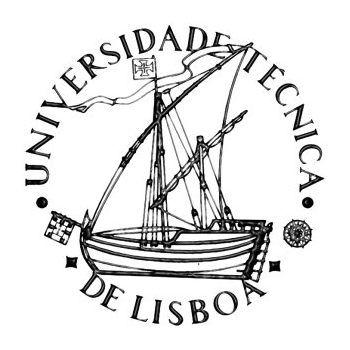
Selo da Universidade Técnica de Lisboa

A Universidade Técnica de Lisboa foi criada, em 1930, a partir de quatro escolas já existentes: a Escola Superior de Medicina Veterinária, atual Faculdade de Medicina Veterinária, o Instituto Superior de Agronomia, o Instituto Superior de Ciências Económicas e Financeiras, atual Instituto Superior de Economia e Gestão e o Instituto Superior Técnico.
Posteriormente, veio a ser integrada por mais três estabelecimentos de ensino superior: Em 1961 pelo Instituto Superior de Estudos Ultramarinos, atual Instituto Superior de Ciências Sociais e Políticas; em 1976 pelo Instituto Nacional de Educação Física, redenominado Instituto Superior de Educação Física, atual Faculdade de Motricidade Humana; em 1979, pela Faculdade de Arquitetura, sucedendo à secção de Arquitetura da Escola Superior de Belas-Artes de Lisboa.

### A fusão entre a UL e a UTL
Após um processo negocial entre a Universidade de Lisboa e a Universidade Técnica de Lisboa e destas com o Governo, foi aprovada, pelo Decreto-Lei n.º 266-E/2012, de 31 de dezembro, a fusão entre as duas universidades.
A universidade decorrente da fusão adotou a denominação de Universidade de Lisboa.
Os Estatutos da nova universidade foram homologados pelo despacho normativo n.º 5–A/2013 (2.ª série), de 19 de abril.
Nos termos do artigo 16.º daquele Decreto-Lei, a fusão produziu efeitos em 25 de julho de 2013, data da tomada de posse do novo reitor da Universidade de Lisboa, Prof. Doutor António da Cruz Serra, numa cerimónia realizada na Aula Magna da universidade.

### A Universidade após a fusão
A fusão deu origem à maior universidade de Portugal, quarta maior da Península Ibérica e uma das maiores da Europa.

## Associação Académica da Universidade de Lisboa

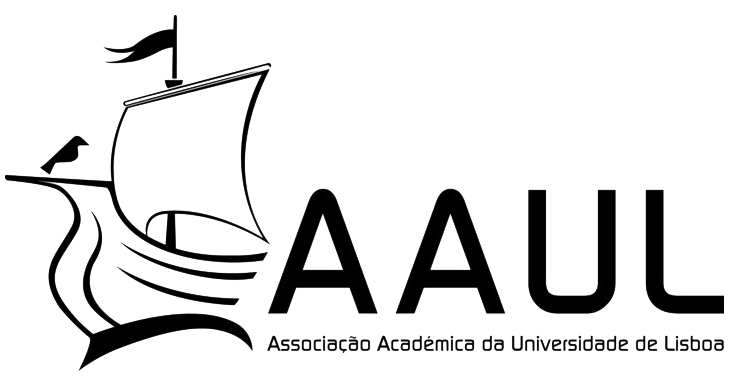
Logotipo da AAUL

A Associação Académica da Universidade de Lisboa, fundada a 8 de Março de 2007, é a estrutura representativa dos interesses coletivos de todos os estudantes da Universidade de Lisboa.
A AAUL é uma Associação com caráter Federativo, sendo reconhecida pelo Governo como uma Federação de Estudantes equilibrando um modelo de eleição direta pelos estudantes com a prossecução dos interesses institucionais das Associações Académicas e de Estudantes em si federadas.
No seio da Associação Académica da Universidade de Lisboa, o paradigma de duas câmaras, personificado pela Assembleia Magna e pelo Conselho Geral, encontra paralelos nas câmaras alta e baixa de sistemas parlamentares bicamerais. O termo câmara alta revela-se particularmente pertinente quando se analisa a estrutura e função destes órgãos no contexto da AAUL.
O Conselho Geral da AAUL emerge como o órgão de representação das Associações de Estudantes e dos alunos das Faculdades, desempenhando uma função essencial na definição das linhas programáticas da atividade da AAUL. A representatividade destas associações e faculdades no Conselho Geral reflete a diversidade de interesses e perspetivas, proporcionando uma visão mais abrangente e institucionalizada.
Por outro lado, a Assembleia Magna, assemelhando-se a uma câmara baixa, representa todos os estudantes da Universidade de Lisboa. Este é o ponto máximo de deliberação, onde todos os estudantes exercem uma voz direta na tomada de decisões sobre assuntos relacionados à AAUL. A participação direta dos estudantes na Assembleia Magna reflete a natureza popular e democrática desta câmara, em contraste com o caráter mais institucional do Conselho Geral.

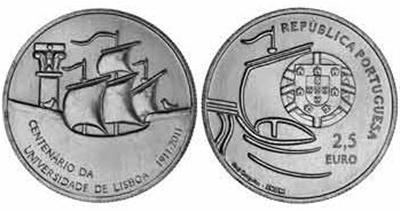
Moeda de 2,5 Euros comemorativa dos 100 anos da ULisboa com o emblema da AAUL

Essa estrutura bicameral, semelhante aos sistemas parlamentares em várias partes do mundo, encontra eco em exemplos como o Conselho da União Europeia e o Parlamento Europeu, refletindo as nuances específicas da União Europeia. De forma semelhante, nos Estados Unidos, o Senado representa os estados-membros de forma federativa, enquanto a Câmara dos Representantes reflete diretamente a voz dos cidadãos. No Reino Unido, a Câmara dos Lordes, com um caráter aristocrático, contrasta com a Câmara dos Comuns, representando a população em geral. Esta diversidade de exemplos evidencia a adaptabilidade e eficácia do modelo bicameral na gestão de diferentes perspetivas e interesses, assegurando uma abordagem mais inclusiva e representativa nas decisões relevantes para a comunidade estudantil da ULisboa.

## Associações de Estudantes

### Associações de Estudantes das Escolas da Universidade de Lisboa
As Associações de Estudantes (AE) são a estrutura associativa que representa os estudantes de cada Escola da Universidade de Lisboa (ULisboa). 
Cada AE tem um papel ativo não só no acolhimento, integração e interação dos estudantes com o meio académico, mas também no desenvolvimento da cooperação com outras instituições de ensino superior.
Para além de cultivarem o relacionamento dos estudantes com os Órgãos de Governo da ULisboa, as AE promovem atividades e eventos de âmbito pedagógico, académico, cultural e desportivo e disponibilizam serviços de reprografia, apoio na procura de emprego, entre outros.
- AEFA - Associação de Estudantes da Faculdade de Arquitetura
- AEFBAUL - Associação de Estudantes da Faculdade de Belas-Artes
- AEFCL - Associação dos Estudantes da Faculdade de Ciências
- AAFDL - Associação Académica da Faculdade de Direito
- AEFFUL - Associação dos Estudantes da Faculdade de Farmácia
- AEFLUL - Associação de Estudantes da Faculdade de Letras
- AEFML - Associação de Estudantes da Faculdade de Medicina de Lisboa
- AAMDL - Associação Académica de Medicina Dentária de Lisboa
- AEFMV - Associação dos Estudantes da Faculdade de Medicina Veterinária
- AEFMH - Associação dos Estudantes da Faculdade de Motricidade Humana
- AEFPIE - Associação de Estudantes da Faculdade de Psicologia e do Instituto de Educação
- AEIGOT - Associação de Estudantes do Instituto de Geografia e Ordenamento do Território da Universidade de Lisboa
- AEISA - Associação dos Estudantes do Instituto Superior de Agronomia
- AEISCSP - Associação de Estudantes do Instituto Superior de Ciências Sociais e Políticas
- AEISEG - Associação de Estudantes do Instituto Superior de Economia e Gestão
- AEIST - Associação dos Estudantes do Instituto Superior Técnico

## Localização
Aquando da sua criação, a Universidade de Lisboa viu as faculdades que a constituíam dispersas pela cidade não apresentando um edifício próprio para o corpo administrativo da universidade. Assim, ainda que as várias faculdades tivessem passado a integrar uma só universidade, a Faculdade de Ciências permaneceu nas instalações da Escola Politécnica no Príncipe Real, as Faculdades de Farmácia e Medicina permaneceram no edifício da Escola Médico-Cirúrgica no Campo dos Mártires da Pátria, a Faculdade de Letras permaneceu em anexos do edifício da Academia das Ciências de Lisboa, e a Faculdade de Ciências Económicas e Políticas permaneceu no Palácio Valmor, no Campo dos Mártires da Pátria.
Assim, foi apenas em 1920 que a localização da futura Cidade Universitária fica definida, com a assinatura da escritura de um terreno com aproximadamente 149 000 m² no lugar de Palma de Cima junto ao Campo Grande, por parte da Faculdade de Medicina da Universidade de Lisboa e a compra da Quinta da Torrinha, com cerca de 38 000 m², por parte da Faculdade de Farmácia da Universidade de Lisboa.
A compra destes terrenos não foi, contudo, suficientemente impulsionadora da construção de novos edifícios para albergar a Universidade de Lisboa. A revolução de 28 de Maio de 1926 e consequente implantação da Ditadura Nacional constituíram mais um entrave à concretização deste projeto. Assim, no final dos anos 20, a construção de uma cidade universitária junto ao Campo Grande aparecia como uma hipótese menos económica e real, face à possibilidade de adquirir e remodelar edifícios no Campo dos Mártires da Pátria, onde já se localizavam as Faculdades de Medicina e Direito. Apesar disso esta era uma possibilidade que, sendo mais apelativa ao governo, era contestada por várias personalidades da universidade de Lisboa.
Foi em 1935 que foi aprovada a hipótese de construção da cidade universitária junto ao Campo Grande e iniciaram finalmente os projetos arquitetónicos. Assim, Porfírio Pardal Monteiro é incumbido da tarefa de desenhar o a reitoria e as Faculdades de Direito e Letras e o hospital é encomendado a Hermann Diestel. Assim, o projeto de unificação da Universidade de Lisboa materializou-se finalmente.
Após a fusão, a universidade passou a compreender vários campi espalhados pela cidade de Lisboa e fora dela (nos concelhos de Loures, Oeiras e Cascais).

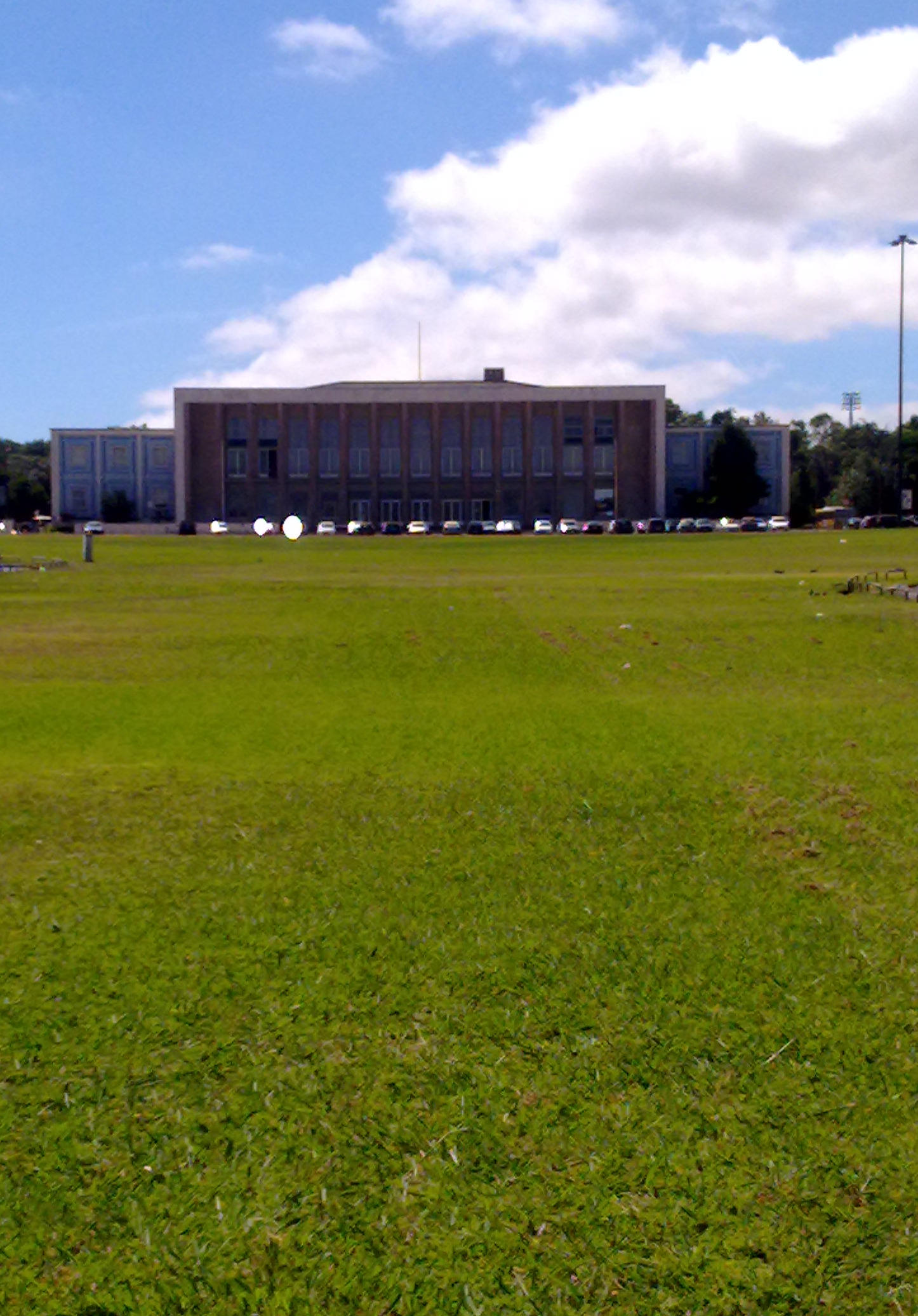
Alameda da Cidade Universitária e Reitoria da Universidade de Lisboa

Atualmente a ULisboa conta com os seguintes Campus Universitários:
- Campus da Ajuda com as Faculdades de Arquitetura e de Medicina Veterinária, os Institutos Superiores de Agronomia e de Ciências Sociais e Políticas, o Observatório Astronómico de Lisboa e a secção da Ajuda do Estádio Universitário;
- Campus da Alameda com o Instituto Superior Técnico;
- Campus do Chiado com a Faculdade de Belas-Artes;
- Campus da Cidade Universitária com a Reitoria, as Faculdades de Ciências, de Direito, de Farmácia, de Letras, de Medicina, de Medicina Dentária e de Psicologia, os Institutos de Ciências Sociais, de Educação e o de Geografia e Ordenamento do Território, os Serviços de Ação Social (SAS), o Estádio Universitário e o Caleidoscópio;
- Campus da Guia com o Laboratório Marítimo da Guia da Faculdade de Ciências;[34]
- Campus do Jamor com a Faculdade de Motricidade Humana;
- Campus de Loures com o Campus Tecnológico e Nuclear do Instituto Superior Técnico;
- Campus do Quelhas com Instituto Superior de Economia e Gestão;
- Campus da Politécnica com os Museu Nacional de História Natural e da Ciência (antiga Faculdade de Ciências);
- Campus do Taguspark com o Instituto Superior Técnico.

## Organização e administração
A Universidade de Lisboa é uma universidade descentralizada integrando um conjunto de Escolas, bem como integra ainda a Reitoria e os serviços centrais, os Colégios e as Unidades Especializadas.

### Administração central
São órgãos de governo da Universidade:
- Conselho Geral que é o órgão de decisão estratégica e de supervisão da Universidade, e incumbido da eleição do Reitor da ULisboa;
- Reitor que é o órgão superior de governo, de direção e de representação externa da ULisboa;
- Conselho de Gestão que é o órgão de gestão administrativa, patrimonial e financeira da ULisboa, bem como de gestão dos recursos humanos.

A Universidade dispõe ainda dos seguintes órgãos:
- Senado que é o órgão consultivo de representação da comunidade académica e das Escolas que integram a ULisboa;
- Conselho de Coordenação Universitária que é o órgão que apoia o Reitor assegurando uma articulação permanente entre o governo central e o governo das Escolas;
- Provedor do Estudante que é um órgão independente da ULisboa que tem como função a defesa e a promoção dos direitos e interesses dos estudantes no âmbito da ULisboa.

#### Presidentes do Conselho Geral
- (2013–2021): Leonor Beleza.
- (2021–presente): Eng.º Carlos Alberto Brito Pina.

#### Reitores da ULisboa
- (2013–2021): António Manuel da Cruz Serra (Instituto Superior Técnico)[36]
- (2021–presente): Luís Manuel dos Anjos Ferreira (Faculdade de Medicina Veterinária)[37]

##### Reitores honorários
António Sampaio da Nóvoa (Instituto de Educação)
António Manuel da Cruz Serra (Instituto Superior Técnico)

### Escolas
A Universidade de Lisboa compreende dezoito unidades orgânicas, genericamente chamadas de Escolas (de acordo com os seus Estatutos), podendo revestir a designação de Faculdade ou Instituto. Cada uma das Escolas dispõe de órgãos de governo e de gestão próprios.
As 18 Escolas da ULisboa são:
- Faculdade de Arquitetura
- Faculdade de Belas-Artes
- Faculdade de Ciências
- Faculdade de Direito
- Faculdade de Farmácia
- Faculdade de Letras
- Faculdade de Medicina
- Faculdade de Medicina Dentária
- Faculdade de Medicina Veterinária
- Faculdade de Motricidade Humana
- Faculdade de Psicologia
- Instituto de Ciências Sociais
- Instituto de Educação
- Instituto de Geografia e Ordenamento do Território
- Instituto Superior de Agronomia
- Instituto Superior de Economia e Gestão
- Instituto Superior de Ciências Sociais e Políticas
- Instituto Superior Técnico

### Colégios
De acordo com os Estatutos da Universidade de Lisboa os Colégios são espaços não orgânicos que incorporam programas de investigação científica, de inovação tecnológica e de ensino, que envolvem, obrigatoriamente, docentes e investigadores de várias Escolas.
Os Colégios podem assumir o caráter funcional de escolas doutorais, associando, nesse caso, unidades de investigação devidamente reconhecidas e avaliadas. Os Colégios podem ainda acolher e associar-se a iniciativas exteriores, mediante acordos de reconhecido mérito e interesse para a Universidade.
Os Colégios da ULisboa são uma das formas de promover as iniciativas transversais, juntando investigadores de distintas Escolas e unidades de investigação, que se associam no desenvolvimento de novas áreas transversais do conhecimento.

## Perfil académico

### Bibliotecas e Centros de Documentação
As Bibliotecas da Universidade de Lisboa compreendem 35 Bibliotecas e Centros de Documentação, totalizam 198 876 leitores registados, ocupam uma área de cerca de 35 000 m2, distribuída geograficamente pela cidade de Lisboa, oferecendo um total de 3 350 lugares de leitura e consulta, bem como cerca de 500 postos informatizados, direcionados à comunidade académica e ao cidadão - nos quais se incluem postos destinados a alunos com necessidades educativas especiais, postos fixos para leitores, e postos universia, com acesso integral à rede wireless.
A fim de corresponder às necessidades dos utilizadores (estudantes, docentes, investigadores e pessoal técnico e administrativo), as bibliotecas da ULisboa especializam-se em diversos domínios temáticos, oferecendo variados serviços, tais como a consulta e leitura presencial de livros, publicações periódicas, monografias, documentos eletrónicos e documentos cartográficos; o empréstimo domiciliário; o empréstimo interbibliotecas; o acesso a bases de dados e a oferta de ações de formação.
As Bibliotecas e Centros de Documentação da ULisboa são:
- Biblioteca da Faculdade de Arquitetura
- Biblioteca da Faculdade de Belas-Artes
- Biblioteca da Faculdade de Ciências
- Biblioteca da Faculdade de Direito
- Biblioteca da Faculdade de Farmácia
- Biblioteca da Faculdade de Letras
- Biblioteca da Faculdade de Medicina
- Biblioteca da Faculdade de Medicina Dentária
- Biblioteca da Faculdade de Medicina Veterinária
- Biblioteca da Faculdade de Motricidade Humana
- Biblioteca da Faculdade de Psicologia
- Biblioteca e Arquivo do Observatório Astronómico de Lisboa
- Biblioteca do Instituto de Ciências Sociais
- Biblioteca do Instituto Dom Luiz
- Biblioteca do Instituto de Educação
- Biblioteca e Mapoteca do Instituto de Geografia e Ordenamento do Território
- Biblioteca do Instituto para a Investigação Interdisciplinar
- Biblioteca do Instituto Superior de Agronomia
- Biblioteca do Instituto Superior de Ciências Sociais e Políticas
- Biblioteca do Instituto Superior de Economia e Gestão
- Biblioteca do Instituto Superior Técnico
- Biblioteca do Museu Nacional de Historia Natural e da Ciência
- Centro de Documentação da Reitoria

### Serviços de Ação Social
Os Serviços de Ação Social da Universidade de Lisboa (SASULisboa) têm como missão proporcionar apoios sociais de forma a favorecer a igualdade de oportunidades no acesso e na frequência bem sucedida da  ULisboa, contribuindo para a formação integral dos seus estudantes, em contexto académico de cidadania ativa.

### Museus
Os Museus da Universidade de Lisboa têm como missão promover a curiosidade e a compreensão pública sobre a natureza e a ciência, aproximando a Universidade à Sociedade. Essa missão é atingida através da valorização das suas coleções e do património universitário, da investigação, da realização de exposições, conferências e outras ações de carácter científico, educativo, cultural e de lazer.
Os Museus da ULisboa apoia a investigação e o ensino nas áreas da zoologia e antropologia, da botânica, da mineralogia e geologia, e das demais ciências naturais e estimula o estudo e a divulgação da história das ciências e das técnicas, contribuindo para a formação científica e cultural dos estudantes nestes domínios.
O Museus também assumem uma responsabilidade, alargada ao contexto nacional, na conservação e estudo das coleções biológicas e geológicas e do património cultural histórico-científico, estabelecendo parcerias para a valorização e utilização das coleções museológicas e do património da ULisboa e de outras instituições.
São geridos pela unidade de Museus da Universidade de Lisboa:
- Museu Nacional de História Natural e da Ciência (MUHNAC);
- Observatório Astronómico de Lisboa;
- Jardim Botânico de Lisboa;
- Jardim Botânico Tropical;

### Estádio Universitário
O Estádio Universitário de Lisboa (EULisboa), com instalações desportivas localizadas no Campus da Cidade Universitária e no Campus da Ajuda, é o serviço da Universidade de Lisboa que promove o desporto, a saúde e o lazer.

## Investigação
A Universidade de Lisboa acolhe, através das suas Escolas, Unidades de Investigação, próprias ou associadas que definem, nos termos da lei, dos Estatutos e dos regulamentos aplicáveis, os seus fins e estruturação interna. No total são cerca de 106 centros e institutos de investigação, para além de dispor de 10 dos 26 laboratórios associados nacionais, que são unidades de investigação que contribuem ativamente para o desenvolvimento científico e tecnológico.

## Cronologia da ULisboa[43]
| Ano  | Acontecimento |
| ---- | --- |
| 1290 | O Rei D. Dinis cria o Estudo Geral em Lisboa |
| 1537 | A universidade é transferida para Coimbra |
| 1759 | Criação da Aula de Comércio |
| 1781 | Criação da Aula de Desenho de Figura e Arquitectura Civil (vulgarmente conhecida por Aula do Risco) |
| 1825 | Criação da Real Escola de Cirurgia de Lisboa |
| 1830 | Criação da Escola Veterinária |
| 1836 | Criação da Academia de Belas-Artes de Lisboa a partir da Aula de Desenho de Figura e Arquitectura Civil Criação do Conservatório de Artes e Ofícios de Lisboa Transformação da Real Escola de Cirurgia de Lisboa na Escola Médico-Cirúrgica de Lisboa Criação da Escola de Farmácia anexa à Escola Médico-Cirúrgica de Lisboa                                                                          |
| 1837 | Criação da Escola Politécnica de Lisboa |
| 1844 | Integração do Conservatório de Artes e Ofícios de Lisboa na Escola Politécnica de Lisboa |
| 1852 | Criação do Instituto Agrícola de Lisboa Criação do Instituto Industrial de Lisboa |
| 1855 | Integração da Escola Veterinária no Instituto Agrícola de Lisboa |
| 1859 | Criação do Curso Superior de Letras em Lisboa |
| 1864 | Transformação do Instituto Agrícola de Lisboa no Instituto Geral de Agricultura |
| 1869 | Integração da Escola de Comércio no Instituto Industrial de Lisboa, que passou a denominar-se Instituto Industrial e Comercial de Lisboa |
| 1881 | Criação da Escola de Belas-Artes de Lisboa a partir da Academia de Belas-Artes de Lisboa |
| 1886 | Transformação do Instituto Geral de Agricultura no Instituto de Agronomia e Veterinária |
| 1906 | Criação da Escola Colonial |
| 1910 | Criação da Escola de Medicina Veterinária e do Instituto Superior de Agronomia a partir do Instituto de Agronomia e Veterinária |
| 1911 | Criação da Universidade de Lisboa, englobando a Faculdade de Medicina (anterior Escola Médico-Cirúrgica), a Faculdade de Ciências (anterior Escola Politécnica) e a Faculdade de Letras (anterior Curso Superior de Letras) Criação do Instituto Superior de Comércio e do Instituto Superior Técnico a partir do Instituto Industrial e Comercial de Lisboa                                           |
| 1913 | Criação da Faculdade de Direito e da Escola Normal Superior na Universidade de Lisboa |
| 1918 | Transformação da Escola de Medicina Veterinária na Escola Superior de Medicina Veterinária |
| 1920 | Criação da Faculdade de Farmácia da Universidade de Lisboa a partir da Escola de Farmácia anexa à Faculdade de Medicina de Lisboa |
| 1930 | Criação da Universidade Técnica de Lisboa, englobando a Escola Superior de Medicina Veterinária, o Instituto Superior de Agronomia, o Instituto Superior de Ciências Económicas e Financeiras (anterior Instituto Superior de Comércio) e o Instituto Superior Técnico Extinção da Escola Normal Superior da Universidade de Lisboa e criação do Curso de Ciências Pedagógicas da Faculdade de Letras. |
| 1940 | Fundação do Instituto Nacional de Educação Física |
| 1954 | Transformação da Escola Superior Colonial no Instituto Superior de Estudos Ultramarinos |
| 1957 | Transformação da Escola de Belas-Artes de Lisboa na Escola Superior de Belas-Artes de Lisboa |
| 1961 | Integração do Instituto Superior de Ciências Sociais e Política Ultramarina (anterior Instituto Superior de Estudos Ultramarinos) na Universidade Técnica de Lisboa |
| 1972 | Transformação do Instituto Superior de Ciências Económicas e Financeiras no Instituto Superior de Economia |
| 1974 | Transformação do Instituto Superior de Ciências Sociais e Política Ultramarina no Instituto Superior de Ciências Sociais e Políticas |
| 1975 | Criação do Instituto Superior de Educação Física da Universidade Técnica de Lisboa, a partir do Instituto Nacional de Educação Física |
| 1979 | Criação da Faculdade de Arquitectura da Universidade Técnica de Lisboa |
| 1980 | Criação da Faculdade de Psicologia e Ciências da Educação da Universidade de Lisboa |
| 1982 | Criação do Instituto de Ciências Sociais da Universidade de Lisboa |
| 1992 | Integração na Universidade de Lisboa da Faculdade de Belas-Artes e da Faculdade de Medicina Dentária |
| 2008 | Criação do Instituto de Geografia e Ordenamento do Território da Universidade de Lisboa, a partir do Departamento de Geografia da Faculdade de Letras Criação da Faculdade de Psicologia e do Instituto de Educação da Universidade de Lisboa, por separação da Faculdade de Psicologia e Ciências da Educação da Universidade de Lisboa                                                               |
| 2013 | Fusão da Universidade de Lisboa e da Universidade Técnica de Lisboa na Universidade de Lisboa |
| 2015 | Entrega do Pavilhão de Portugal à Universidade de Lisboa Integração do Instituto de Investigação Científica e Tropical na Universidade de Lisboa |